# ディニャーノ
ディニャーノ（伊: Dignano; フリウリ語: Dignan）は、イタリア共和国フリウリ＝ヴェネツィア・ジュリア州ウーディネ県にある、人口約2,300人の基礎自治体（コムーネ）。

## 地理

### 位置・広がり

#### 隣接コムーネ
隣接するコムーネは以下の通り。括弧内のPNはポルデノーネ県所属を示す。
- コゼアーノ
- フライバーノ
- リーヴェ・ダルカーノ
- サン・ダニエーレ・デル・フリウーリ
- サン・ジョルジョ・デッラ・リキンヴェルダ (PN)
- スピリンベルゴ (PN)

### 気候分類・地震分類
ディニャーノにおけるイタリアの気候分類 (it) および度日は、zona E, 2590 GGである。
また、イタリアの地震リスク階級 (it) では、zona 2 (sismicità media) に分類される。

## 行政

### 分離集落
ディニャーノには、以下の分離集落（フラツィオーネ）がある。
- Bonzicco, Carpacco, Vidulis